# Mkomazi-Nationalpark
Der Mkomazi-Nationalpark ist ein Nationalpark in Tansania, der die beiden Wildreservaten Mkomazi und Umba umfasst.

## Geographie
Das Gebiet liegt im Nordosten Tansanias in den Regionen Kilimandscharo und Tanga, sechs Kilometer von der Stadt Same entfernt, etwa 300 Kilometer vom Kilimandscharo. Der Nationalpark ist im Westen und im Süden vom Pare-Gebirge und den Usambara-Bergen begrenzt, nach Nordosten geht er direkt an den kenianischen Nationalpark Tsavo-West über. Das Land liegt großteils in einer Höhe von 230 bis 800 Meter über dem Meer, im Westen steigt es auf über 1300 Meter an.
Das Klima ist trocken und heiß mit zwei Regenzeiten von März bis Mai und von November bis Dezember. Die Niederschläge im Flachland liegen unter 600 Millimeter im Jahr, in den Höhenlagen regnet es bis zu 1900 Millimeter. Die wärmste Zeit ist von Oktober bis April, am kühlsten ist es von Mai bis September.

## Geschichte
Der Name „Mkomazi“ leitet sich von den Wörtern „Mko“ und „Mazi“ ab. Diese bedeuten in der Sprache Pare „Holzlöffel“ und „Wasser“. Damit soll zum Ausdruck kommen, dass es im Land kaum genug Wasser gibt, um einen Holzlöffel zu füllen.
Das Gebiet war seit 1951 ein Wildreservat und wurde 2008 zum Nationalpark erklärt.

## Biodiversität
Die Vegetation besteht aus typischer Savanne. Die vorherrschende Baumart ist die Akazie. Auf den Hügeln gibt es Bestände von Afrikanischen Affenbrotbäumen.
Eine Reihe afrikanischer Großsäuger wie Elefanten, Löwen, Geparden, Leoparden, Giraffen, Zebras, Oryxantilopen, Impalas, Thomson- und Grant-Gazellen und Büffel leben auf dem Gebiet des Mkomazi-Nationalparks. Besonders zeichnen den Park seine Wildhunde und das seltene Spitzmaulnashorn aus. Auch findet man hier über 400 Vogelarten, wie zum Beispiel Adler, Webervögel und Sekretäre. Bei Zählungen in den Jahren 1960 bis 1996 wurden Dikdiks, Elefanten, Kudus, Kuhantilopen, Impalas, Warzenschweine, Zebras und Giraffen als die häufigsten Großsäuger festgestellt.

## Tourismus
Neben den Safaris mit Geländewagen werden auch Wander-Safaris und spezielle Ausflüge für Vogelbeobachtungen angeboten.

### Anreise
Die Anreise kann mit einem Charter-Flugzeug nach Kisima oder Mkomazi sowie über die asphaltierte Nationalstraße von Moshi nach Same erfolgen. Die Entfernung von Moshi ist rund 120 Kilometer.

### Besuchszeit
| Die beste Besuchszeit für Tierbeobachtungen sind die Monate von Juni bis Oktober, da sich in der Trockenzeit viele Tiere um die Wasserstellen sammeln. Während der Regenzeit können jedoch große Herden von Pflanzenfressern bei ihrer Wanderung beobachtet werden. Auch ist die Sicht auf die umliegenden Berge in der Regenzeit besser. Der Mkomazi-Nationalpark ist ein wenig besuchter Park, der nie überlaufen ist. - Tanzania National Parks | Die zur Anzeige dieser Grafik verwendete Erweiterung wurde dauerhaft deaktiviert. Wir arbeiten aktuell daran, diese und weitere betroffene Grafiken auf ein neues Format umzustellen. (Mehr dazu) |